# Siergiej Fokiczew
Siergiej Rostisławowicz Fokiczew (ros. Сергей Ростиславович Фокичев; ur. 4 lutego 1963 w Czerepowcu) – rosyjski łyżwiarz szybki reprezentujący ZSRR, złoty medalista olimpijski.

## Kariera
Największy sukces w karierze Siergiej Fokiczew osiągnął w 1984 roku, kiedy podczas igrzysk olimpijskich w Sarajewie wywalczył złoty medal w biegu na 500 m. W zawodach tych wyprzedził bezpośrednio Japończyka Yoshihiro Kitazawę i Gaétana Bouchera z Kanady. Na rozgrywanych cztery lata później igrzyskach w Calgary był czwarty w tej samej konkurencji, w walce o podium lepszy okazał się Akira Kuroiwa z Japonii. Fokiczew był też piąty na mistrzostwach świata w wieloboju sprinterskim w Trondheim w 1984 roku oraz rozgrywanych trzy lata później mistrzostwach świata w Sainte-Foy. Pięciokrotnie stawał na podium zawodów Pucharu Świata, w tym dwukrotnie zwyciężał. W latach 1985 i 1987 był mistrzem ZSRR na dystansie 500 m, a w 1989 roku był trzeci w wieloboju sprinterskim.